# Vuoskujärvi (sjö i Finland, Lappland, lat 66,92, long 24,90)
Vuoskujärvi är en sjö i Finland. Den ligger i kommunen Rovaniemi i landskapet Lappland, i den norra delen av landet, 700 km norr om huvudstaden Helsingfors. Vuoskujärvi ligger 124 meter över havet. Arean är 25 hektar och strandlinjen är 2,44 kilometer lång. Sjön  ingår i Kemi älvs huvudavrinningsområde. 